# 混合氧化物核燃料
混合氧化物核燃料（英語：MOX fuel，Mixed oxide fuel）是一种包含有多于一种可发生裂变的物质的氧化物的核燃料，这里的「可发生裂变的物质」指的是裂变物质和增殖材料。一般情况下，混合氧化物燃料指的是钚与天然铀、再处理铀或贫铀的混合物。例如，7%的钚与93%的铀的混合物与目前用于大多数核反应堆所使用的低浓缩铀的反应差不多，尽管不是完全一致，但混合氧化物燃料可以作为低浓缩铀的一种替代品。
使用混合氧化物核燃料的优势在于它能够利用武器级钚。武器级钚若不用于制造混合氧化物核燃料，就将会被作为核废料处置，可能会带来核扩散的风险。然而，有人认为随着商用混合氧化物核燃料以及相应的再处理技术的全球化，这将会带来更大的核扩散风险。

## 概述
在任何一个基于铀的核反应堆堆芯中，都有两种发生裂变反应的同位素，一种是原有的铀-235，另一种是由较重的同位素如铀-238俘获中子后转变而成的同位素。核反应堆中燃料的绝大部分都是铀-238。铀-238俘获一个中子以后变成铀-239，随后经过两次β衰变就会转化成钚-239。而如果铀-239再捕获一些中子，则会相应的转化为钚-240、钚-241、钚-242以及其他超铀元素的同位素。钚-239和钚-241和铀-235一样，都是裂变物质。少量的铀-236、镎-237和钚-238可以由铀-235发生中子俘获转化而来。
正常情况下，核燃料大约每经过一年半左右替换一次，大多数钚-239都在核反应堆中消耗掉了。钚-239和铀-235相比，其裂变的核反应截面稍大，释放的能量相近。核反应堆产生的乏核燃料中，大约1%是钚，而其中约2/3是钚-239。每年在全世界范围内产生的乏核燃料中，大约有100吨的钚。如果使钚再循环加以利用，将会使从核燃料中得到的能量提升12%，而如果同时使用浓缩技术再循环铀-235，则会使核燃料中可以利用的能量提升20%。由于在多次再处理循环会使具有偶数个中子、能够吸收中子的同位素数量增加，需要相应的提高钚和铀-235的比例。现在，在热中子反应堆中，钚作为混合氧化物核燃料仅仅再循环一次，而产生的混合氧化物的乏核燃料其中的次要锕系元素和钚含有偶数个中子的同位素的含量较高，因此被作为核废料储存。
将混合氧化物核燃料引入现有的核反应堆需要重新授权。通常只有三分之一到一半的燃料切换成了混合氧化物核燃料。由于使用混合氧化物核燃料改变了核反应堆的工作特性，核电站必须通过设计或调整才能使用这种燃料。使用混合氧化物核燃料后，反应堆中需要更多的控制棒。如果这种核燃料的比例超过了50%，由于变化过于巨大，核反应堆必须进行重新设计。位于亚利桑那州凤凰城附近的帕洛贝尔德核能发电站为使用100%的混合氧化物核燃料进行了设计，但是到目前为止，它还一直在使用低浓缩铀作为核燃料。理论上，七个传统反应堆每年制造出来的混合氧化物燃料足够三个帕洛贝尔德的反应堆使用，因此这个核电站不需要新的铀燃料了。
根据加拿大原子能有限公司提供的材料，加拿大重水铀反应堆（CANDU 反应堆）不需要物理修改就可以使用100%的混合氧化物核燃料。他们交给美国国家科学院委员会的关于钚处置的报告中称，他们在测试钚含量0.5%-3%的混合氧化物燃料方面有大量地经验。

## 当前应用
目前法国和英国可以对商业化核燃料进行核燃料再处理以生产混合氧化物核燃料，俄罗斯、印度、日本也可以进行少部分的生产。中国计划建造快中子增殖反应堆和再处理设施。处于对防止核扩散的考虑，美国不允许进行对商用反应堆产生的乏核燃料的再处理。除了日本以外，这些国家都在很早以前就拥有了军用的研究性反应堆以及核武器。
美国正在位于南卡罗来纳州的萨凡纳河厂建造使用混合氧化物燃料的核电站。田納西河谷管理局和杜克能源对于使用通过武器级钚制造的核燃料很感兴趣。

### 热中子反应堆
在欧洲的比利时、瑞士、德国和法国，大约有30个热中子反应堆正在使用混合氧化物核燃料，此外还有20个核反应堆已经被批准使用该核燃料。大多数反应堆堆芯中的1/3是混合氧化物核燃料，而有一些将会提升这种核燃料所占的比例，达到约50%。在法国，法国电力公司计划在它所拥有的所有900百万瓦反应堆中都使用至少1/3的混合氧化物燃料。日本计划到2010年，让它们的1/3的核反应堆使用混合氧化物燃料，而且已经批准建设一个完全使用这种燃料的新型反应堆。混合氧化物核燃料占现在正在使用的总核燃料的2%。
使用混合氧化物的安全问题主要包括：
- 由于钚同位素比铀燃料吸收的中子更多，反应堆控制系统可能需要进行修改
- 混合氧化物燃料需要的温度较高，这是因为他们的热传导性较低，在某些反应堆设计中可能会有问题
- 混合氧化物燃料部件中泄露出来的放射性气体可能会限制这种燃料的最大燃烧时间

在热中子反应堆中，大约只能消耗混合氧化物燃料中30%左右的钚。如果1/3的堆芯燃料是混合氧化物，而2/3是铀燃料，产生的乏核燃料中的钚含量不会因使用混合氧化物燃料而提高。
尽管钚-242需要吸收三个中子才能转变成裂变物质锔-245，所有的钚同位素都可以认为是裂变物质或者是增殖材料。在热中子反应堆中，同位素退化限制了钚再循环的能力。在当前的轻水反应堆中，乏核燃料第一次移出反应堆时，其中大约1%的成分是钚，这些钚元素的同位素组成为：大约52%是钚-239，24%是钚-240，15%是钚-241，6%是钚-242，2%是钚-238。

### 快中子反应堆
由于几乎所有的锕系元素包括铀-238在内在高能中子或快中子的作用下对中子的吸收能力减弱，而更容易发生裂变，快中子反应堆可以使用这些元素作为燃料，因此快中子反应堆的效率更高。根据快中子反应堆使用燃料的不同，它可以是钚增殖反应堆也可以单纯的消耗钚。
这些快中子反应堆与热中子反应堆相比更适于使其他锕系元素發生嬗变。由于热中子反应堆使用低能中子，锕系元素在热中子的作用下更容易发生中子俘获，而不容易发生裂变。这会形成更重的超铀原子核，而减少了用以维持链式反应的热中子的数量。

## 制造过程
制造混合氧化物核燃料的第一步是将乏核燃料中的钚与剩余的铀（约96%）和其他的裂变产物以及核废料（共约3%）分离出来，这一过程需要在核再处理工厂中完成。

### 干燥混合
混合氧化物核燃料可以通过将二氧化铀（UO2）和二氧化钚（PuO2）同时粉碎，然后将混合好的两种氧化物压制成为核燃料小颗粒。然而这个加工过程的缺点是会产生大量的放射性尘埃。混合氧化物核燃料包含有7%的钚和贫铀，如果认为钚的60-65%都是钚-239，这种核燃料的效果和将铀-235浓缩至4.5%的二氧化铀核燃料相同。如果使用武器级的钚（钚-239的含量大于90%），那么只需要核燃料中仅需要5%的钚即可。

### 共同沉淀
溶解在硝酸中的硝酸铀酰和硝酸钚可以通过加入碱性物质氨以形成重铀酸铵和氢氧化钚的混合物。如果在含有5%氢气的氩气中加热，将会形成二氧化铀和二氧化钚的混合物。得到的粉末可以通过压制形成绿色的小颗粒。这种绿色的小颗粒可以通过烧结转变为铀钚混合氧化物的小颗粒。这种方法得到的核燃料在微观尺度上更加均匀，但是仍然有可能看到有些区域富含钚，而有些区域含钚较少。

## 镅成分
为了避免钚中短寿同位素的衰变所带来的问题，再处理燃料得到的钚经常需要尽快制成混合氧化物核燃料。例如钚-241会衰变成镅-241，而镅-241会释放出伽马射线。如果分离出来的钚在核燃料加工工厂中放置了五年，衰变产生的镅就会给工作人员的身体健康带来危险。尽管由于镅-241所释放出来的伽马射线的能量比较低，1毫米厚的铅或比较厚的玻璃就对工作人员的身体提供足够的保护了，然而如果需要处理大量的镅，仍然很有可能接受到大剂量的辐射。
综上所述，由于钚-241的寿命较短（半衰期约14.1年），放置时间较长的反应堆级钚会产生大量的镅-241，这使得这种燃料难以在混合氧化物核燃料工厂中得到使用。仅仅需要5年的时间，反应堆级的钚中所含的镅-241的含量就相当高了。然而，这些放置时间较长的反应堆级钚仍然可以通过化学分离的方法将钚与镅分离出来。不过即使在最坏的情况下，镅钚混合物的放射性也不会比乏核燃料溶液的放射性更强，因此通常使用的钚铀提取法或其他的水再处理方法都可以用于提取钚。
另外，钚-241也是一种裂变物质，它很容易在热中子的作用下发生裂变，因此钚-241衰变成镅-241以后会减少能够用作核反应堆燃料的钚，而使能够俘获中子的原子核数量增加（尽管这些物质俘获原子核以后会转变成其他的可裂变同位素）。虽然经过放置，钚-238会通过α衰变成为铀-234，随后可以将其除去，从而对提升裂变物质的比例产生积极的效果，但是由于钚-238的半衰期为87.7年，比钚-241长的多，而且乏核燃料里面通常钚-238的含量也不高，因此这样做还是不值得的。钚-239、钚-240和钚-242的半衰期都非常长，因此它们的衰变可以忽略。钚-244的半衰期更长，但是它几乎无法通过中子俘获形成，这是因为钚-243衰变为镅-243的速度非常快，其半衰期仅有约5小时。

## 锔成分
镅和锔都可以添加到用于快中子反应堆燃料的铀钚混合氧化物核燃料中。这也是嬗变的一种方法。对锔进行加工要比加工镅更加困难，这是因为锔可以发射出中子，所有混合氧化物燃料的生产线就需要使用铅和水作为屏蔽物，以保护工作人员。
锔产生的中子辐射也会生成更重的锕系元素，例如锎。锎可以增加乏核燃料的中子放射性，它可能使燃料循环受到强中子辐射的污染。因此，锔在大多数混合氧化物燃料中都属于需要去除的物质。

## 钍混合氧化物燃料
包含钍和钚的混合氧化物燃料也正在被人们研究，这种物质有时候也被称为钍混合氧化物燃料。
挪威的研究认为，钍钚燃料的空泡系数在钚含量达21%的时候为负数，而对于混合氧化物燃料钚含量为16%时该系数为负。他们还认为，钍钚燃料与混合氧化物燃料相比存在着一定的优势。